# Université du développement
Pour les articles homonymes, voir UDD.
L’université du développement (en espagnol : Universidad del Desarrollo ou UDD) est une université privée chilienne située à Concepción et Santiago.

## Histoire
L'établissement a été fondé en 1990 par un groupe d'amis chiliens.

## Facultés
L'université est composée de plusieurs facultés : 
- Architecture
- Journalisme
- Droit
- Humanités et éducation
- Business & économie
- Sciences politiques
- Ingénierie
- Médecine
- Psychologie

## Anciens élèves
- Susana Jiménez Schuster
- Malo Pennec
- Valentin Soquet